# Skovlund Kirke (Varde Kommune)
 Denne artikel bør gennemlæses af en person med fagkendskab for at sikre den faglige korrekthed.

Skovlund Kirke er sognekirke i Skovlund Sogn, Varde Provsti i Ribe Stift. Den lå tidligere i byens vestlige udkant, men i dag ligger den centralt i Skovlund, Varde Kommune i Region Syddanmark.
Kirken er opført som en filialkirke til Ansager Kirke, men fik i 1972 eget sogn. Der er tale om en nyromansk bygning opført efter tegning af arkitekt Harald Lønborg-Jensen (1871-1948) i 1910.
Kirken er et langhus med et apsisformet kor i øst samt tårn i vest, som hviler på to murede søjler i kirkerummet, samt et våbenhus. Murene er hvidtede og dekoreret af tandsnitsgesimser af forskellig karakter.
Der er adgang til kirken fra vest til det forhalslignende tårnrum og videre herfra til skibet via en anseelig rundbuet arkadeåbning. Fra våbenhuset i syd er der ligeledes adgang til tårnrummet. I kirkens sydøsthjørne fører en mindre dør desuden ind til et præsteværelse. Et tilsvarende rum i kirkens nordøsthjørne anvendes til varmeanlægget. Kirken er forsynet med rundbuede, falsede vinduer. Vestdøren og våbenhusets dør er ligeledes falsede, dvs. at de har et retvinklet indsnit.
Om tårnet skal det anføres, at det er bygget med "entasis", dvs. en teknik, som giver det en let svulmen på midten for at modvirke den optiske illusion, at det skulle være konkavt.
Indvendig hviler den store, runde korbue på kragsten, dvs. sten med en fremspringende profil, og skibet har bjælkeloft, mens koret er forsynet med et halvkuppelhvælv. Alle vægge står hvidtede.

## Inventar
Inventaret udgøres i sin væsentlighed af et helstøbt udstyr fra opførelsestidspunktet tegnet af arkitekten. Især de gyldne jyske altre har været inspirationskilde. Alterarrangementet er således en forenklet fortolkning af det gyldne alter i Sahl Kirke, dvs. et alterbord og et tårnprydet bueretable, som er en lav opsats på alterbordet, hvori der er indsat et maleri af Bønnen i Getsemane udført af Hans Agersnap (1857-1925). Herudover stammer altersølvet, prædikestolen og klokken fra 1910, mens orglet er fra 1957.

## Kirkegården
Kirkegården er i øst og syd hegnet ind af en hvidtet teglmur fra kirkens opførelsestidspunkt, mens nord og vestsiden er omgivet af bøgehæk. Hovedindgangen til kirkegården, der flankeres af to piller med tegltag, findes i syd. Herudover er et ligkapel bygget sammen med den sydlige kirkegårdsmur.